# Miasma (iridologia)
In iridologia, disciplina medica alternativa priva di riscontri scientifici, si parla di iride miasmica o miasmatica come di un'iride che appare offuscata, opaca, senza lucentezza, di colore sbiadito, torbida e a chiazze non omogenee. Tale concetto non ha corrispondenti fondamenti in medicina.